# 秋田県道30号神岡南外東由利線
秋田県道30号神岡南外東由利線（あきたけんどう30ごう かみおかなんがいひがしゆりせん）は、秋田県大仙市から横手市を経由して由利本荘市に至る県道（主要地方道）である。

## 概要
大仙市花館の国道13号交点から西へ分岐し、JR東日本 奥羽本線 神宮寺駅前の神宮寺駅入口交差点で左折南下する。雄物川の岳見橋を渡り西から南西方向へ進路を変える。秋田自動車道と立体交差して、大仙市南外の中心部を過ぎると国道105号と交差し、そのまま南西方向へ向かう。大台峠を越えるといったん由利本荘市に入り、約2キロメートルで横手市大森地域になり、3.5キロメートルで白沢峠を越えると再び由利本荘市に入る。法内川沿いを下っていくと終点の由利本荘市東由利蔵の国道107号交点である。
終点手前400メートルで秋田県道284号楢渕横渡線と立体交差し、終点手前20メートルの交点で県道284号と接続する。
なお、起点から神宮寺駅前交差点までは、2014年（平成26年）3月29日に神宮寺バイパスが全線開通することに先だって、3月14日に国道13号の指定を解除され、当県道と一部秋田県道67号四ツ屋神岡線に認定された区間である。

### 路線データ
- 総延長 : 33.320 km[2][3]
- 実延長 : 32.335 km[2]
- 起点 : 秋田県大仙市花館字間倉洲崎57番2地先（国道13号交点）[3][4]
- 終点 : 秋田県由利本荘市東由利蔵字上横渡32番7（国道107号交点）[4]
- 未供用区間 : なし[2]

## 歴史
- 1972年（昭和47年）3月30日 - 秋田県道に認定される[4]。
- 1993年（平成5年）5月11日 - 建設省から、県道神岡南外東由利線が神岡南外東由利線として主要地方道に指定される[5]。
- 2013年（平成25年）5月7日 - 県道265号交点付近（大仙市南外字湯ノ又41番4地内）が県道の指定から外れ、すでに開通している湯ノ又98番3から40番3が現道となる[6]。
- 2014年（平成26年）3月14日 - 国道13号神宮寺バイパスが29日に全線開通することに先立ち、すでに工事が完了している区間を国道13号の現道とし、旧国道13号区間の一部 2.5 kmを当県道の認定区間とする。同時に起点の位置を大仙市神宮寺字本郷野から大仙市花館字間倉洲崎に変更する[3]。
- 2015年（平成27年）11月20日 - 国道105号交点付近のバイパスが一部（大仙市南外字金屋109番20から広表11番2まで）供用開始[7]。
- 2016年（平成28年）5月27日 - 大仙市南外字上野 - 大仙市南外字湯神台まで出羽丘陵広域農道重複区間の共用を廃止し、すでに開通している大仙市南外字金屋109番20 - 大仙市南外字湯神台159番地先までの新道を現道とする[8]。

## 路線状況

### 重複区間
- 秋田県道67号四ツ屋神岡線（大仙市神宮寺字字家後 - 大仙市神宮寺本郷野）
- 国道105号（秋田県大仙市南外金屋地内）
- 秋田県道29号横手大森大内線（秋田県横手市大森町坂部・地内）、958 m[2]
- 秋田県道284号楢渕横渡線（由利本荘市東由利蔵字上横渡・地内）、43 m[2]

### 冬期閉鎖区間
- なし[9]

### 交通不能区間
- なし[10]

## 地理

### 通過する自治体
- 秋田県
  - 大仙市 - 由利本荘市 - 横手市 - 由利本荘市

### 交差する道路
| 施設名             | 接続路線名                                           | 備考                | 所在地                                                       |
| ------------------ | ---------------------------------------------------- | ------------------- | ------------------------------------------------------------ |
| 玉川橋交差点       | 国道13号                                             | 起点                | 大仙市花館字間倉洲崎                                         |
| 神宮寺小学校交差点 | 秋田県道67号四ツ屋神岡線                             |                     | 大仙市神宮寺字家後北緯39度29分31.7秒 東経140度25分40.0秒     |
| 神宮寺駅入口交差点 | 秋田県道67号四ツ屋神岡線 秋田県道179号神宮寺停車場線 | 県道179号終点       | 大仙市神宮寺字本郷野北緯39度29分35.77秒 東経140度25分30.27秒 |
|                    | （雄物川）                                           |                     | 大仙市神宮寺                                                 |
| 南外BS             | 秋田自動車道                                         | 乗降の接続          | 大仙市南外                                                   |
| 金屋交差点         | 国道105号 出羽丘陵広域農道                           |                     | 大仙市南外字上野北緯39度26分21.71秒 東経140度21分30.7秒      |
|                    | 国道105号                                            |                     | 大仙市南外字金屋北緯39度26分18.7秒 東経140度21分40.4秒       |
|                    | 秋田県道265号湯の又前田線 出羽丘陵広域農道           | 県道265号起点       | 大仙市南外字湯の又北緯39度25分44.1秒 東経140度21分31.5秒     |
|                    | 秋田県道29号横手大森大内線                           | 重複区間            | 横手市大森町坂部・地内北緯39度21分38.6秒 東経140度17分32秒   |
|                    | 秋田県道284号楢渕横渡線                              | 終点付近            | 由利本荘市東由利蔵字上横渡                                   |
|                    | 国道107号                                            | 終点・県道284号終点 | 由利本荘市東由利蔵字上横渡                                   |

### 沿線の施設など
- JR東日本 奥羽本線 神宮寺駅
- 大仙市 神岡庁舎
- 大仙市 南外庁舎
- 岩倉温泉
- 大台峠
- 白沢峠